# Samantha Riley
Samantha Linette „Sam“ Riley OAM (* 13. November 1972 in Brisbane) ist eine ehemalige Schwimmerin aus Australien.
Im Jahr 1994 konnte sie bei den Weltmeisterschaften in Rom die Titel über beide Bruststrecken gewinnen. Bei Olympischen Spielen reichte es dagegen nicht für einen Titel. Hier gelang ihr bei den Olympischen Spielen 1992 in Barcelona 1992 der Gewinn einer Bronzemedaille sowie 1996 in Atlanta der Gewinn der Bronzemedaille über 100 m Brust. Außerdem holte sie mit der 4 × 100-m-Staffel die Silbermedaille.
Nachdem sie sich nicht für die Olympischen Spiele 2000 in ihrem Heimatland hatte qualifizieren können, sie war in der Ausscheidung Leisel Jones unterlegen, beendete sie ihre Laufbahn.
Im Jahr 1994 wurde sie zur Schwimmerin des Jahres gewählt. Für ihre Verdienste um den Schwimmsport als Goldmedaillengewinnerin und Weltrekordhalterin in den Disziplinen 100 und 200 m Brustschwimmen wurde sie 1996 mit der Medaille des Order of Australia ausgezeichnet.